# بيتر أنطون
بيتر أنطون (بالإنجليزية: Peter Anton)‏ هو فنان أمريكي، ولد في 1963 في نيو هيفن في الولايات المتحدة.